# Armorial des princes du sang royal de Hainaut et de Brabant
L'armorial des princes du sang royal de Hainaut et de Brabant est un armorial réalisé par Édouard Albert Benoît de Block (1864-1931). Cet ouvrage est illustré de nombreux blasons, tiré à petit nombre sur vélin de Hollande. Un supplément de 44 pages, l'éloge de l'ouvrage, a été publié en 1908.